# منتشون

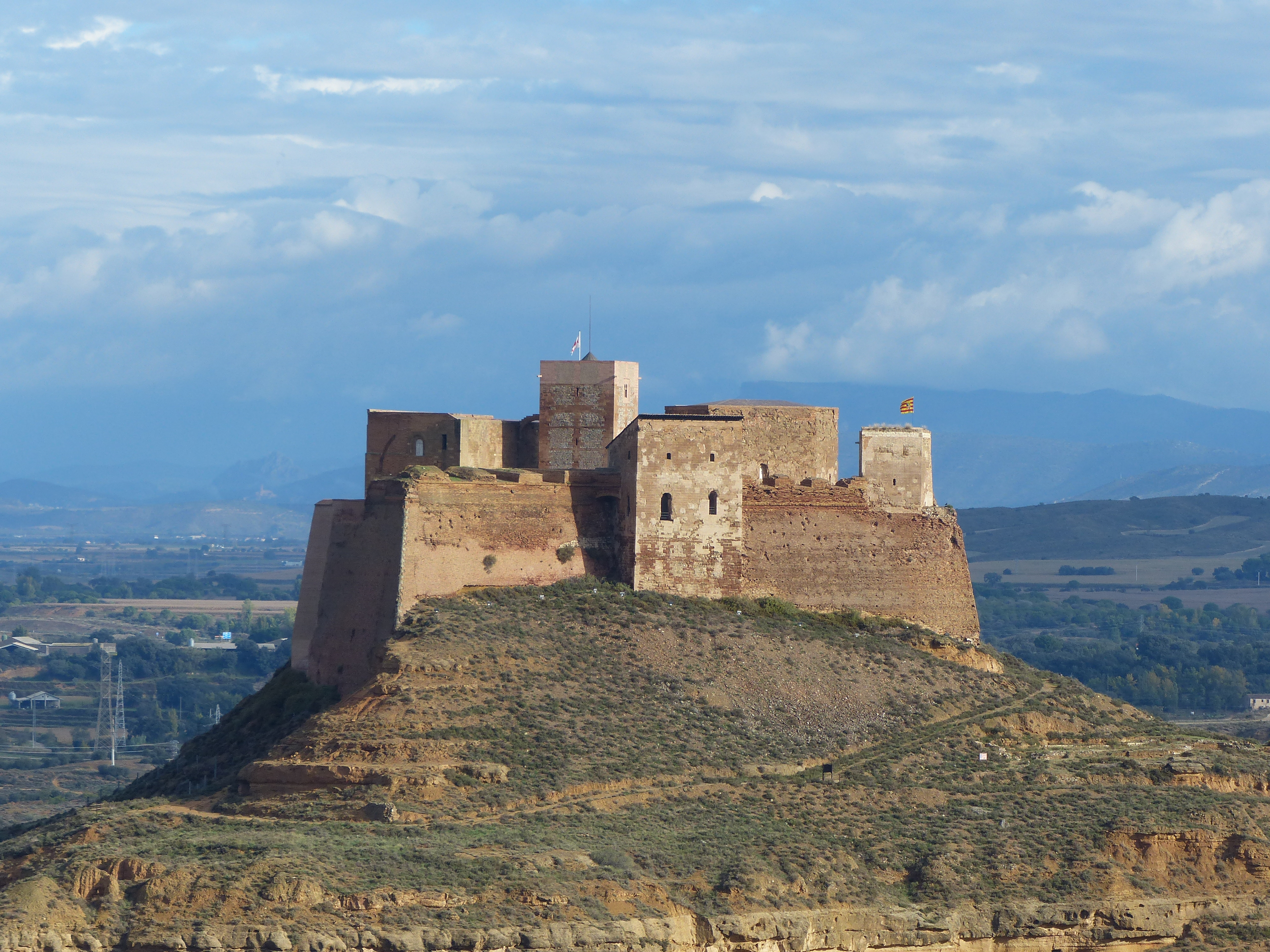
حصن مونثون

مُنتشون أو مونثون مدينة صغيرة في منطقة أرغون ذات الحكم الذاتي في إسبانيا. بلغ عدد سكانها 17,211 نسمة وفق تعداد عام 2011،‏ وهي تقع في شمال شرق مقاطعة وشقة عند التقاء نهري ثينكا وسوزا.

## توأمة
لمونثون اتفاقيات توأمة مع كل من:
- موريه
- برشلونة

## أعلام
- ألفارو بوريل
- كونتشيتا مارتينث
- إليسيو مارتين
- خواكين كوستا

## وصلات خارجية
- Official site